# Aspila fimbria
Aspila fimbria är en fjärilsart som beskrevs av Williams 1905. Aspila fimbria ingår i släktet Aspila och familjen nattflyn. Inga underarter finns listade i Catalogue of Life.